# 碲铅矿
碲铅矿（英語：Altaite）是一种白色的碲化物矿物，化学式为PbTe，晶体结构类似于方铅矿，其8.2的比重在浅色矿物中是罕见的高。于1845年首次发现于阿尔泰山脉，除此之外，在哈萨克斯坦济良诺夫斯克和Koch-Bulak金矿、美国威斯康辛普賴斯縣、墨西哥Moctezuma和智利科金博等地也有出产。